# Diocèse de Puerto Plata
Le diocèse de Puerto Plata (en latin : Dioecesis Portus Argentarii ; en espagnol : Diócesis de Puerto Plata) est un diocèse de l'Église catholique en République dominicaine, suffragant de l'archidiocèse de Santiago de los Caballeros.

## Territoire

Diocèse de Puerto Plata

Il gère la province de Puerto Plata ainsi que les municipalités de Gaspar Hernández et Jamao al Norte de la province d'Espaillat, le reste de cette province étant sous la juridiction de l'archidiocèse de Santiago de los Caballeros.
Il possède un territoire de 2 383 km2 divisé en 32 paroisses. L'évêché est dans la ville de Puerto Plata où se trouve la cathédrale de saint Philippe apôtre.

## Histoire
Le diocèse est érigé le 16 décembre 1996 par la constitution apostolique Venerabilis Frater du pape Jean-Paul II en prenant sur le territoire de l'archidiocèse de Santiago de los Caballeros.

## Évêques
- Gregorio Nicanor Peña Rodríguez (1996-2004) nommé évêque de la Altagracia en Higüey
- Julio César Corniel Amaro (2005- )